# Gyrtona acrogramma
Gyrtona acrogramma är en fjärilsart som beskrevs av Turner 1932. Gyrtona acrogramma ingår i släktet Gyrtona och familjen nattflyn. Inga underarter finns listade i Catalogue of Life.